# Bert de Jong (schaatser)
Bert de Jong (Grouw, 12 juni 1955), is een voormalig Nederlands schaatser. De Jong nam deel aan de Olympische Spelen van 1980 in Lake Placid, maar wist daar geen medaille te halen.

## Persoonlijke records
| Afstand      | Tijd     | Datum            | Baan        |
| ------------ | -------- | ---------------- | ----------- |
| 500 meter    | 38,60    | 19 januari 1980  | Davos       |
| 1000 meter   | 1.16,18  | 19 januari 1980  | Davos       |
| 1500 meter   | 1.59,83  | 13 februari 1980 | Lake Placid |
| 3000 meter   | 4.33,40  | 26 februari 1979 | Heerenveen  |
| 5000 meter   | 7.48,97  | 30 december 1975 | Inzell      |
| 10.000 meter | 17.21,74 | 10 januari 1976  | Groningen   |